# Sigma-Phase
Die Sigma-Phase (auch σ-Phase) ist eine Intermetallische Phase, die beispielsweise beim Schweißen von ferritischen und austenitischen Stählen entstehen kann. Grundlage hierbei ist, dass einige Legierungselemente bei hochlegierten Stählen und bei entsprechenden Temperaturen dazu neigen, sich zu dieser Phase zusammenzufinden.
Sie entsteht bei längerer Beanspruchung in einem Temperaturbereich zwischen etwa 600 und 900 °C und kann unterschiedliche Zusammensetzungen haben – z. B. Chrom-Molybdän-Nickel-Eisen oder Chrom-Eisen. Legierungsbestandteile wie Molybdän, Titan und Silizium begünstigen die Bildung der Sigma-Phase.
Da die Phase oberhalb von 900 °C wieder in Lösung geht, kann sie durch eine entsprechende Glühbehandlung wieder entfernt werden.
Ob die Gefahr der Ausbildung einer Sigma-Phase besteht kann im Falle des Schweißens mit dem Schaefflerdiagramm überprüft werden.

## Eigenschaften
Die Sigma-Phase hat folgende Eigenschaften:
- spröd (schlechte Kerbschlagzähigkeit)
- hart
- niedrige Duktilität
- nicht magnetisierbar
- sehr geringe Korrosionsbeständigkeit

## Entstehung
Die Sigma-Phase entsteht, wenn ein kubischraumzentriertes (krz-) und ein kubischflächenzentriertes (kfz-) Metall zusammentreffen, deren Atomradien gleich sind; geringe Abweichungen der Atomradien (bis 8 %) werden dabei toleriert. Sie bildet sich bevorzugt aus δ-Ferrit, da die Zusammensetzung der des δ-Ferrit in hochlegiertem Cr-Ni-Stahl gleicht. Eine mögliche Zusammensetzung besteht aus (24 % Cr, 18 % Mo, 6 % Ni, 52 % Fe), eine andere aus (48 % Cr, 52 % Fe). Bei Temperaturen zwischen 600 und 900 °C scheidet sich diese unerwünschte Phase in hochlegierten Stählen aus. Unerwünscht ist sie nicht nur wegen ihrer versprödenden Wirkung, sondern auch wegen ihrer Eigenschaft, der Matrix Chrom zu entziehen. Die Folge davon ist eine drastische Verschlechterung der Beständigkeit gegen Korrosion.
Wenn sich eine Sigma-Phase aus dem δ-Ferrit ausscheidet, bildet sich durch Cr- und Mo-Verarmung (Ferritbildner) auch Austenit. Die dabei entstehende Mischung aus Sigma-Phase und Austenit mit eventuell noch vorhandenen Resten von δ-Ferrit hat augenscheinlich den Charakter von einem eutektischen Gefüge.

## Gegenmaßnahmen
Um die Ausbildung der Sigma-Phase zu unterbinden oder zu verlangsamen, werden folgende Maßnahmen eingesetzt:
Entstehung verhindern
- Wärmezufuhr/Betriebstemperatur begrenzen (die Sigma-Phase braucht eine gewisse Zeit zur Ausbildung; wenn also schnell genug geschweißt werden kann, wird die Bildung rechtzeitig gestoppt)
- Stickstoff und Kohlenstoff verringern die Bildung einer Sigma-Phase und können sie sogar ganz unterdrücken.

Nachträgliche Behandlung
- Abschreckglühen (Sigma-Phase löst sich oberhalb von 900 °C)[6]